# 1987-es Formula–1 spanyol nagydíj
Az 1987-es Formula–1-es világbajnokság tizenharmadik futama a spanyol nagydíj volt.

## Futam
Jerezben Piquet szerezte meg a pole-t csapattársa, és a két Ferrari: Berger és Alboreto előtt.
Bár a rajtnál Piquet megtartotta a vezetést, Mansell már az első kör végén megelőzte, majd a brit egyre nagyobb előnnyel vezetett. A harmadik helyen Senna haladt, aki úgy döntött, nem áll ki kereket cserélni. A boxkiállások után Mansell elegendő előnyének köszönhetően Senna elé tért vissza, Piquet viszont csak a negyedik helyen haladt Senna és Prost mögött. Megpróbálta megelőzni a franciát, de ez nem sikerült, és a hatodik helyre esett vissza. Senna kiállás nélküli taktikája nem volt kifizetődő, elhasználódott gumijai miatt Piquet, Boutsen, Prost, majd Johansson is megelőzte. Piquet és Boutsen is hibázott a verseny hátralévő részében, így a győztes Mansell mögött Prost végzett a második, Johansson pedig a harmadik helyen.
|         | Rsz. | Versenyző          | Csapat                 | Körök | Idő/Kiesések        | Rajthely | Pontok |
| ------- | ---- | ------------------ | ---------------------- | ----- | ------------------- | -------- | ------ |
| 1       | 5    | Nigel Mansell      | Williams-Honda         | 72    | 1:49:12,692         | 2        | 9      |
| 2       | 1    | Alain Prost        | McLaren-TAG            | 72    | + 22,225            | 7        | 6      |
| 3       | 2    | Stefan Johansson   | McLaren-TAG            | 72    | + 30,818            | 11       | 4      |
| 4       | 6    | Nelson Piquet      | Williams-Honda         | 72    | + 31,450            | 1        | 3      |
| 5       | 12   | Ayrton Senna       | Lotus-Honda            | 72    | + 1:13,507          | 5        | 2      |
| 6 (1)   | 30   | Philippe Alliot    | Larrousse-Ford         | 71    | + 1 kör             | 17       | 1      |
| 7 (2)   | 4    | Philippe Streiff   | Tyrrell-Ford           | 71    | + 1 kör             | 15       |        |
| 8       | 18   | Eddie Cheever      | Arrows-Megatron        | 70    | Kifogyott üzemanyag | 13       |        |
| 9       | 11   | Nakadzsima Szatoru | Lotus-Honda            | 70    | + 2 kör             | 18       |        |
| 10      | 17   | Derek Warwick      | Arrows-Megatron        | 70    | + 2 kör             | 12       |        |
| 11      | 9    | Martin Brundle     | Zakspeed               | 70    | + 2 kör             | 20       |        |
| 12 (3)  | 16   | Ivan Capelli       | March-Ford             | 70    | + 2 kör             | 19       |        |
| 13      | 7    | Riccardo Patrese   | Brabham-BMW            | 68    | + 4 kör             | 9        |        |
| 14      | 23   | Adrián Campos      | Minardi-Motori Moderni | 68    | + 4 kör             | 24       |        |
| 15      | 27   | Michele Alboreto   | Ferrari                | 67    | Motorhiba           | 4        |        |
| 16      | 20   | Thierry Boutsen    | Benetton-Ford          | 66    | Baleset             | 8        |        |
| Kiesett | 28   | Gerhard Berger     | Ferrari                | 62    | Motorhiba           | 3        |        |
| Kiesett | 3    | Jonathan Palmer    | Tyrrell-Ford           | 55    | Ütközés             | 16       |        |
| Kiesett | 25   | René Arnoux        | Ligier-Megatron        | 55    | Ütközés             | 14       |        |
| Kiesett | 10   | Christian Danner   | Zakspeed               | 50    | Erőátvitel          | 22       |        |
| Kiesett | 24   | Alessandro Nannini | Minardi-Motori Moderni | 45    | Turbó               | 21       |        |
| Kiesett | 19   | Teo Fabi           | Benetton-Ford          | 40    | Fékek               | 6        |        |
| Kiesett | 8    | Andrea de Cesaris  | Brabham-BMW            | 26    | Váltó               | 10       |        |
| Kiesett | 26   | Piercarlo Ghinzani | Ligier-Megatron        | 24    | Gyújtás             | 23       |        |
| Kiesett | 14   | Pascal Fabre       | AGS-Ford               | 10    | Kuplung             | 25       |        |
| Kiesett | 32   | Nicola Larini      | Coloni-Ford            | 8     | Felfüggesztés       | 26       |        |
| NK      | 21   | Alex Caffi         | Osella-Alfa Romeo      |       |                     |          |        |

## Statisztikák
Vezető helyen:
- Nigel Mansell: 72 (1-72)

Nigel Mansell 12. győzelme, Nelson Piquet 23. pole-pozíciója, Gerhard Berger 4. leggyorsabb köre.
- Williams 39. győzelme.